# Rudolf Clausius

Rudolf Clausius (ca. 1859–1865)

Rudolf Julius Emanuel Clausius, auch Rudolph Clausius, (* 2. Januar 1822 in Köslin; † 24. August 1888 in Bonn) war ein deutscher Physiker und Hochschullehrer.
Clausius gilt als Entdecker des zweiten Hauptsatzes der Thermodynamik, Schöpfer der Begriffe Entropie und Virial, sowie einer der ersten theoretischen Physiker in der Mitte des 19. Jahrhunderts. Er war Zeitgenosse u. a. von Hermann von Helmholtz, James Prescott Joule, Gustav Robert Kirchhoff, John Tyndall, William Thomson, 1. Baron Kelvin, Johann Josef Loschmidt, Ludwig Boltzmann und James Clerk Maxwell.

## Leben
Als Sohn eines Schulrats und Pfarrers studierte Clausius nach Abschluss des Marienstiftsgymnasium in Stettin ab 1840 in Berlin Mathematik und Physik, unter anderem bei Heinrich Gustav Magnus, Peter Gustav Lejeune Dirichlet, Jakob Steiner, sowie Geschichte bei Leopold von Ranke und Philosophie bei Friedrich Adolf Trendelenburg. 1848 promovierte er in Halle über die Streuung des Sonnenlichts in der Erdatmosphäre zum Doktor der Philosophie. Von 1844 bis 1850 war er am Friedrichswerderschen Gymnasium in Berlin als Lehramtskandidat für Physik und Mathematik tätig und war seit 1846 Mitglied des Seminars für gelehrte Schulen. Er wurde 1850 Professor für Physik an der Königlichen Artillerie- und Ingenieurschule in Berlin und Privatdozent an der Berliner Universität. 1855 wurde er als erster theoretischer Physiker an das neu gegründete Eidgenössische Polytechnikum nach Zürich berufen, 1867 wechselte er nach Würzburg, wo er einen zweiten, 1869 mit Friedrich Prym besetzten Lehrstuhl für Mathematik erwirken konnte, und dann 1869 bis zu seinem Lebensende nach Bonn. 1884/85 amtierte er als Rektor der Universität.
Als Anführer eines studentischen Sanitätskorps wurde er im Sommer 1870 im Deutsch-Französischen Krieg verwundet, was bleibende Schmerzen am Knie verursachte.

Er heiratete in Zürich im Jahr 1859 Adelheid Rimpau (1833–1875), die Tochter des Braunschweiger Großkaufmanns Justus Rimpau (1782–1840) und der Mathilde Fritze, sowie Cousine des Getreidezüchters Wilhelm Rimpau (1814–1892). Seine Frau starb 1875 an Scharlach. Aus der Ehe gingen 2 Söhne und 4 Töchter hervor. Die älteste Tochter Mathilde (1861–1907), die seit 1875 den Haushalt führte und die Erziehung der jüngeren Geschwister übernommen hatte, heiratete 1882 den Theologen Friedrich Zimmer. Die Tochter Helene (1863–1919) heiratete 1885 den evangelischen Theologen Karl Budde. Zwei Jahre vor seinem Tod heiratete Clausius nochmals: im Jahre 1886 wurde Sophie Sack, eine Tochter des Essener Justizrats Otto Sack und von Johanne Budde, seine Frau: mit ihr hatte er einen weiteren Sohn, Walter (1887–1896); beide liegen mit ihm auf dem Alten Friedhof in Bonn begraben.

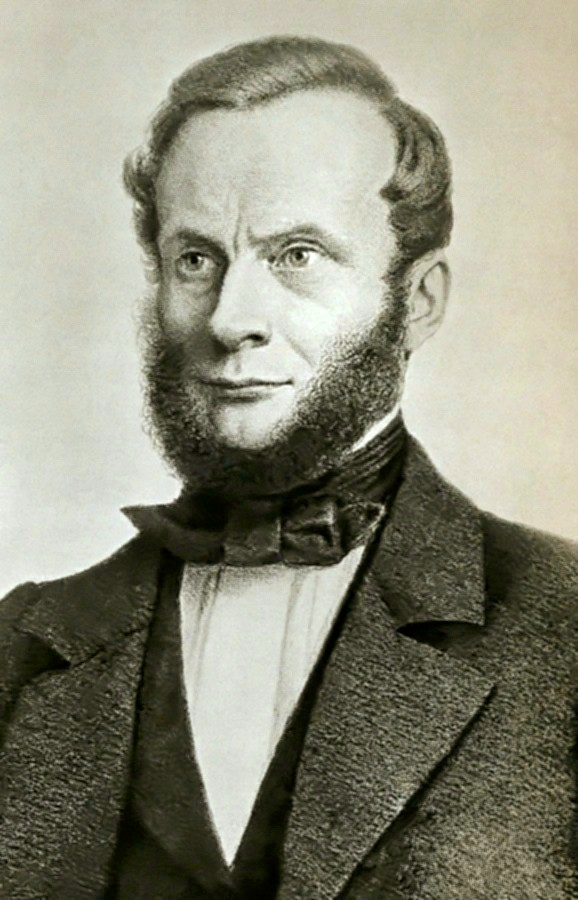
Rudolf Clausius, Zürich, nach 1855

Sein ältester Sohn John (1864–1910) wurde Jurist in Köln und sein zweiter Sohn Alfred (1868–1945) wurde Direktor der Compagnie Internationale des Wagons-Lits (CIWL) in Genf. Der Physiker John Tyndall war Patenonkel und Namensgeber von Clausius’ erstem Sohn.

## Werk

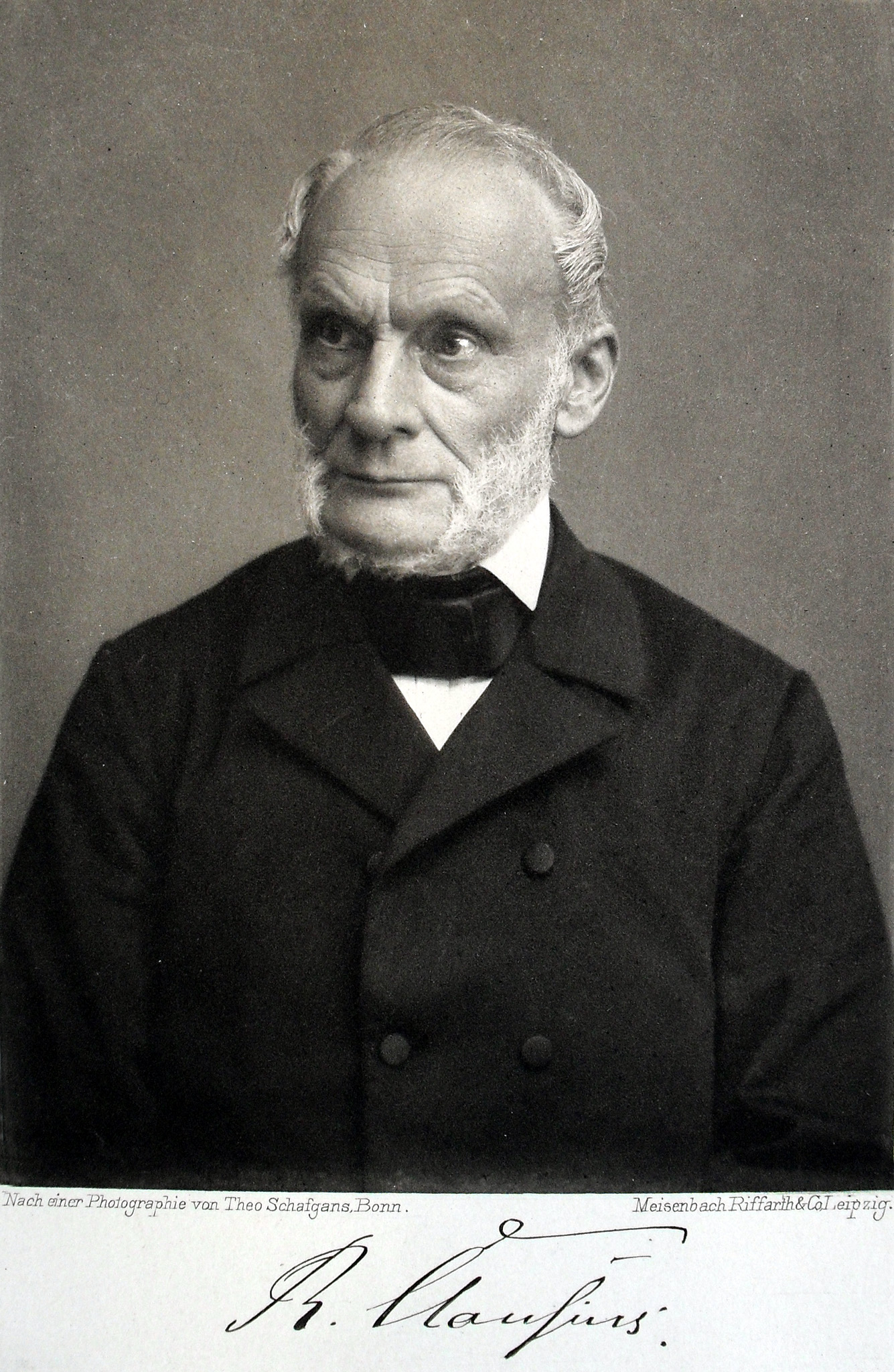
Rudolf Clausius, Bonn, nach 1880

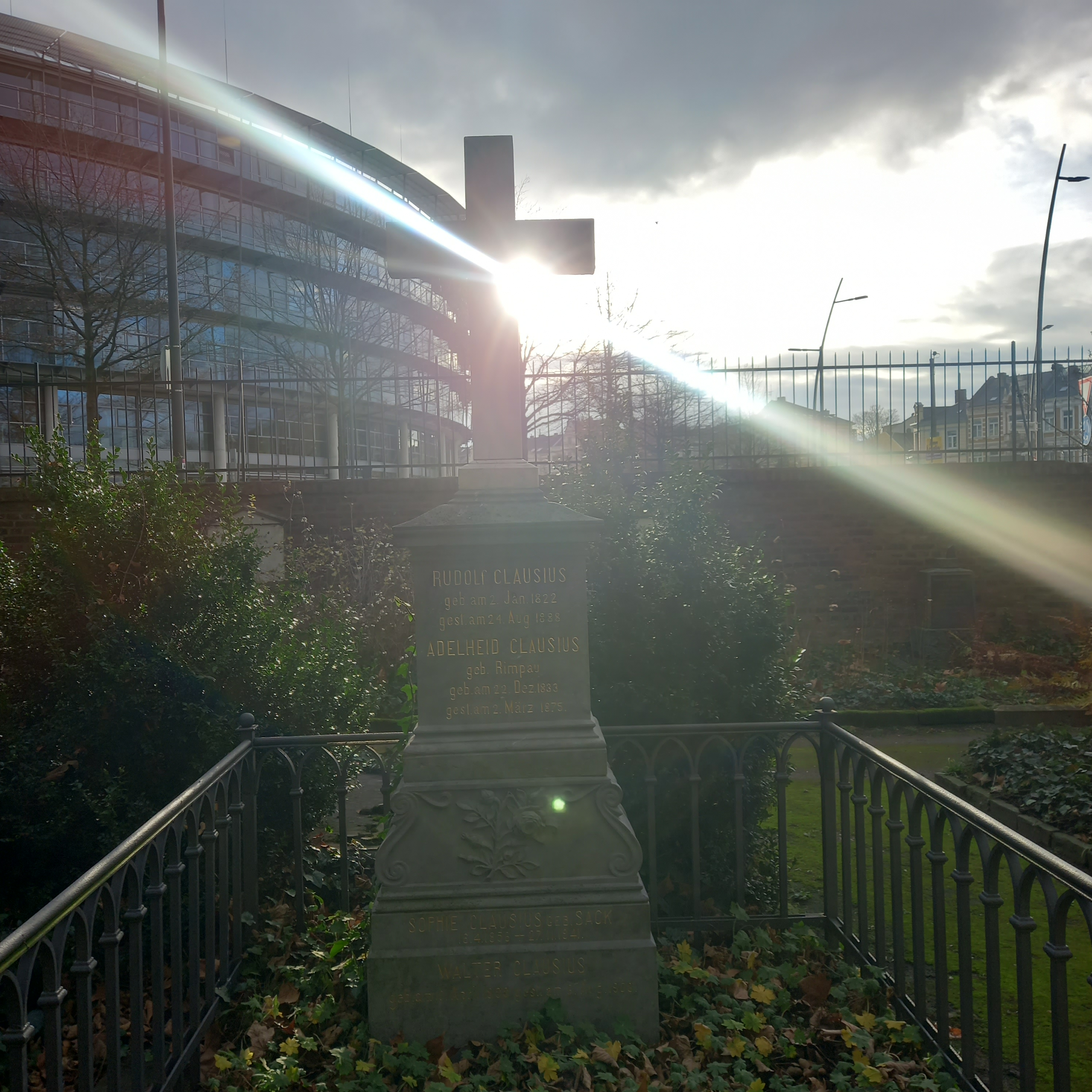
Das Grab von Rudolf Clausius und seiner Ehefrau Adelheid geborene Rimpau auf dem Alten Friedhof in Bonn

Nach der Entdeckung des Energieerhaltungssatzes (1. Hauptsatz der Thermodynamik) durch Julius Robert von Mayer, James Prescott Joule und Hermann von Helmholtz musste eine neue Wärmelehre gefunden werden, zumal William Thomson (später Lord Kelvin) deutlich gezeigt hatte, dass zwischen Carnots Prozess und der Energieerhaltung ein Widerspruch bestand. Dieser Aufgabe widmete sich Clausius, indem er die Fähigkeit der Wärme, sich in Arbeit umzuwandeln, einer eingehenden Untersuchung unterwarf (1850). Er erfasste dabei erstmals den 2. Hauptsatz der Wärmelehre, der besagt, dass Wärme nicht ohne sonstige Veränderungen von einem kalten auf einen wärmeren Körper übergeht und damit auch die Unmöglichkeit eines Perpetuum mobile der 2. Art postuliert. 1865 führte Clausius den Begriff der Entropie ein. Dafür wurde auch die inzwischen veraltete Einheit Clausius verwendet.
Clausius’ erste naturwissenschaftliche Arbeit behandelt Themen der meteorologischen Optik, so z. B. die Lichtstreuung in der Atmosphäre und das Phänomen des blauen Himmels sowie die Morgen- und Abendröte. Seine berühmte Abhandlung „Über die bewegende Kraft der Wärme“ im Jahre 1850, in der er beide Hauptsätze der Thermodynamik etablierte, ermöglichte es ihm schließlich, sich zu habilitieren und an der Königlichen Artillerie- und Ingenieurschule und zugleich als Privatdozent an der Berliner Universität zu lehren – seine wissenschaftliche Karriere begann. Ab 1854 benutzte er durchgängig den Begriff „mechanische Wärmetheorie“ in seinen Veröffentlichungen.
Clausius’ Name wird zunächst unmittelbar mit der Clausius-Clapeyron-Gleichung in Verbindung gebracht, mit deren Hilfe sich aus der Verdampfungsenthalpie, Temperatur und Volumenzunahme die Dampfdruckkurve im Zwei-Phasen-Diagramm eines Stoffes ermitteln lässt. Durch den Clausius-Rankine-Prozess, den klassischen Wasser-Dampf-Prozess zur Erzeugung von mechanischer Energie bzw. Strom aus chemisch gebundener Wärme, ist er darüber hinaus in der Energietechnik bekannt. Heute weit weniger geläufig ist, dass er grundlegende Arbeiten zur kinetischen Gastheorie und elektrolytischen Dissoziation geliefert hat. 1857 verfeinerte er August Krönigs sehr einfaches gaskinetisches Modell, das dieser ein Jahr zuvor aufgestellt hat, und führt den Begriff der „mittleren freien Weglänge“ eines Gasmoleküls ein. Seine auch ins Englische übersetzten Arbeiten dazu veranlassten James Clerk Maxwell und später Ludwig Boltzmann zu entscheidenden Entdeckungen, die die kinetische Gastheorie maßgeblich begründeten. Zudem arbeitete Clausius auch an einer Elektrodynamik bewegter Körper, die erst durch Einsteins Arbeit 1905 ihre Lösung gefunden hat.
Clausius nutzte die Ableitungen von Maxwell zur Bestimmung der molaren Refraktion eines Stoffes (Clausius-Mossotti-Gleichung).
Dieses Verfahren diente der Überprüfung der Struktur eines organischen Stoffes.
Aus dem Brechungsindex und der molaren Masse können die Strukturen (funktionelle Gruppen, Bindungen) von organischen Molekülen verglichen werden.
Im Jahre 1850 begann Clausius sich mit dem Fachgebiet zu beschäftigen, dem er seinen größten Ruhm verdankt: der mechanischen Wärmetheorie (Thermodynamik). Clausius nahm das von Sadi Carnot bereits 1824 vorgedachte und schließlich 1842 von Julius Robert Mayer postulierte Prinzip der Energieerhaltung als ersten Hauptsatz der Thermodynamik in seine Theorie auf und gab ihm die erste quantitative Formulierung, indem er 1850 eine Beziehung zwischen der Wärmemenge Q, Arbeit W und innerer Energie U aufstellte (dU = dQ + dW). Im Unterschied zur bis dahin vorherrschenden Meinung erkannte er, dass Wärme kein unveränderlicher Stoff ist, sondern nur eine Form von Energie darstellt, die sich in die bekannten anderen Formen (Bewegungsenergie usw.) umwandeln lässt.

Das Energieerhaltungsprinzip erklärt allerdings noch nicht die geläufige Tatsache, dass Energiewandlung nicht in beliebiger Richtung stattfindet: warum beispielsweise zwei unterschiedlich warme Körper bei Kontakt ihre Temperaturen angleichen, jedoch nie Wärme von selbst vom kälteren auf den wärmeren Körper übergeht. Schon Carnot hatte diese Tatsache klar ausgesprochen, jedoch erst Clausius erkennt dahinter einen Energiefluss und nicht ein an einen Wärmestoff gebundenes Phänomen. 1850 bezeichnete er diese Erfahrung als den Zweiten Hauptsatz der Thermodynamik. Die Feststellung, dass Energieumwandlungen unumkehrbar in eine Richtung laufen, ist nicht mehr mit der klassisch-mechanischen Physik vereinbar, deren linearen Gesetzmäßigkeiten entsprechend jeglicher Prozess rückverfolgbar und umkehrbar (reversibel) ist (Poincarés Wiederkehrsatz).

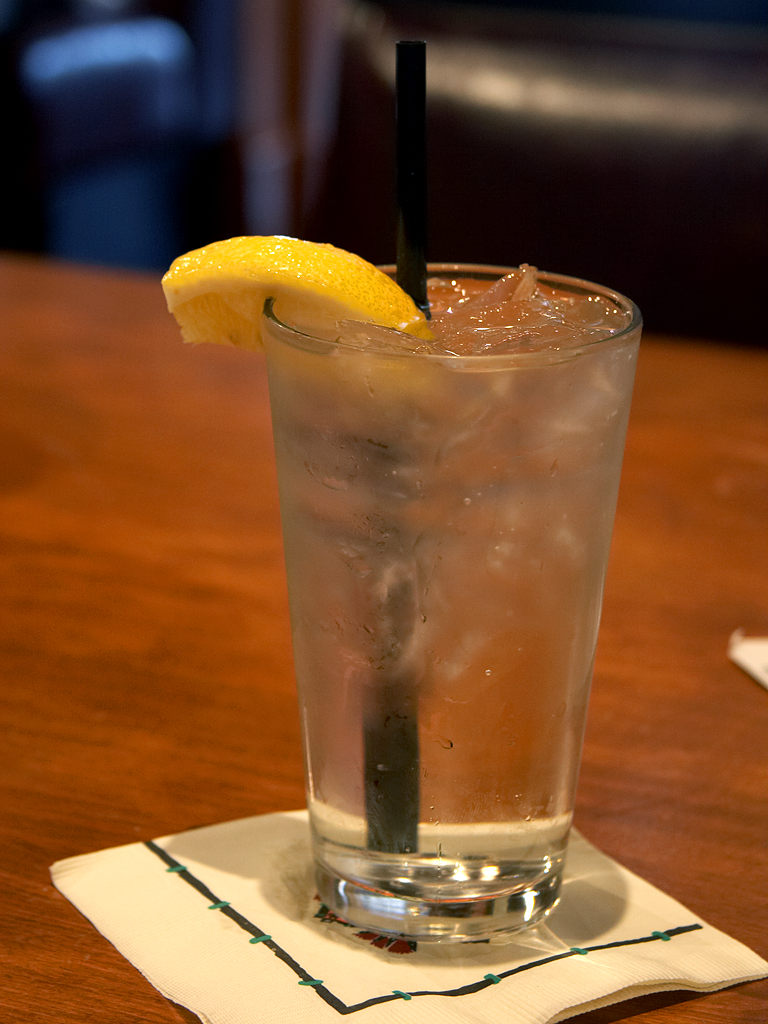
Schmelzendes Eis in einem warmen Raum ist ein einfaches Beispiel für die Erhöhung der Entropie (Erstmals von Rudolf Clausius 1862 beschrieben).

Ausgangspunkt der Betrachtungen Carnots wie auch Clausius’ war die Arbeitsweise von Dampfmaschinen. Bereits 1824 hatte Carnot festgestellt, dass Wärme nicht vollständig in mechanische Arbeit wandelbar ist, da dazu nicht nur eine Wärmequelle (Feuerraum mit Dampferzeuger), sondern auch eine Wärmesenke (Kühler zur Dampfkondensation) benötigt wird, in der ein Teil der Wärme für die Umwandlung in Arbeit verloren geht. Jeder Wärmekraftprozess erfordert zwei Wärmereservoire unterschiedlicher Temperaturen, aus denen jeweils Wärme zu- und abgeführt wird. Unter idealisierten, d. h. reversiblen Bedingungen sind die Verhältnisse von zu- bzw. abgeführter Wärmemenge zu den jeweiligen Temperaturen, bei denen die Wärmeübergänge stattfinden, gleich. In diesem Fall kann aus dem Kreisprozess eine größtmögliche Menge mechanischer Energie, z. B. zur Stromerzeugung, gewonnen werden. In realen Wärmekraftprozessen ist dies allerdings nicht der Fall. Je größer der Unterschied zwischen diesen Verhältnissen, desto weniger Nutzarbeit (Exergie) lässt sich aus der Wärmeenergie gewinnen.
Die Änderung der auf die Wärmeübergangstemperatur bezogenen Wärmemenge in einem thermodynamischen Prozess ist also ein Maß für die Umwandelbarkeit von Wärme und technischer Arbeit und damit für die Güte des Prozesses (dS = dQ / T). Diesen „Äquivalenzwert der Verwandlung“ nennt Clausius später „Entropie“ (aus dem Altgriechischen: entrepein = umwandeln und tropé = Wandlungspotenzial). Helmholtz wird 1882 Clausius’ Entropiegesetz anschaulicher über die innere Energie eines Systems definieren: Die maximal verwendbare, freie Energie in einem isolierten System ist stets kleiner als die tatsächlich vorhandene, innere Energie. Obwohl die innere Energie des Systems bei der Umwandlung in Nutzarbeit erhalten bleibt (1. Hauptsatz), wird sie entwertet (Degradation), da auch immer ein Teil in der Systemumgebung zerstreut (dissipiert) wird. Somit lässt sich der zweite Hauptsatz der Thermodynamik auch wie folgt formulieren: Eine Energiewandlung läuft niemals von alleine von einem Zustand niedriger Güte zu einem Zustand hoher Güte; die Entropie nimmt stets zu. Im Wärme-Kraft-Prozess muss durch Wärmezufuhr von außen (Feuerung) das Prozessmedium Wasser energetisch „veredelt“ werden, indem Wasserdampf unter hohem Druck und Temperatur entsteht, bevor es im Zylinder der Dampfmaschine bzw. in der Turbine Arbeit zur Stromerzeugung leisten kann. Die Energie des abgearbeiteten Dampfes ist wertlos und muss über den Kühler in die Umgebung abgegeben werden. Selbst unter idealen Bedingungen wäre die Produktion von dissipierter Energie, wie der Abwärme, unvermeidbar.
Wegen der zentralen Bedeutung der Kenntnisse von Clausius für den klassischen Wärmkraftwerkprozess (Rankine-Prozess) wird dieser auch „Clausius-Rankine-Prozess“ genannt.
Am 24. April 1865 veröffentlichte Clausius im Rahmen eines Vortrags vor der Naturforschenden Gesellschaft in Zürich, die er von 1859 bis 1861 präsidierte, erstmalig den 2. Hauptsatz in der heute noch gültigen Form und gab darin der Größe S den von ihm geschaffenen Namen Entropie.
1870 entdeckte Clausius den Virialsatz, der eine Beziehung zwischen dem zeitlichen Mittelwert der kinetischen Energie und dem zeitlichen Mittel der potentiellen Energie eines abgeschlossenen stationären physikalischen Systems ist. Er hat somit Beziehung zur Mechanik und zu einem abgeschlossenen thermodynamischen System.
Clausius führte 1857 die mittlere freie Weglänge in die Physik ein, ein fundamentales Konzept der statistischen Mechanik.
1875 veröffentlichte Clausius auch ein allgemeines Gesetz der Elektrodynamik auf Basis der Äthertheorie.

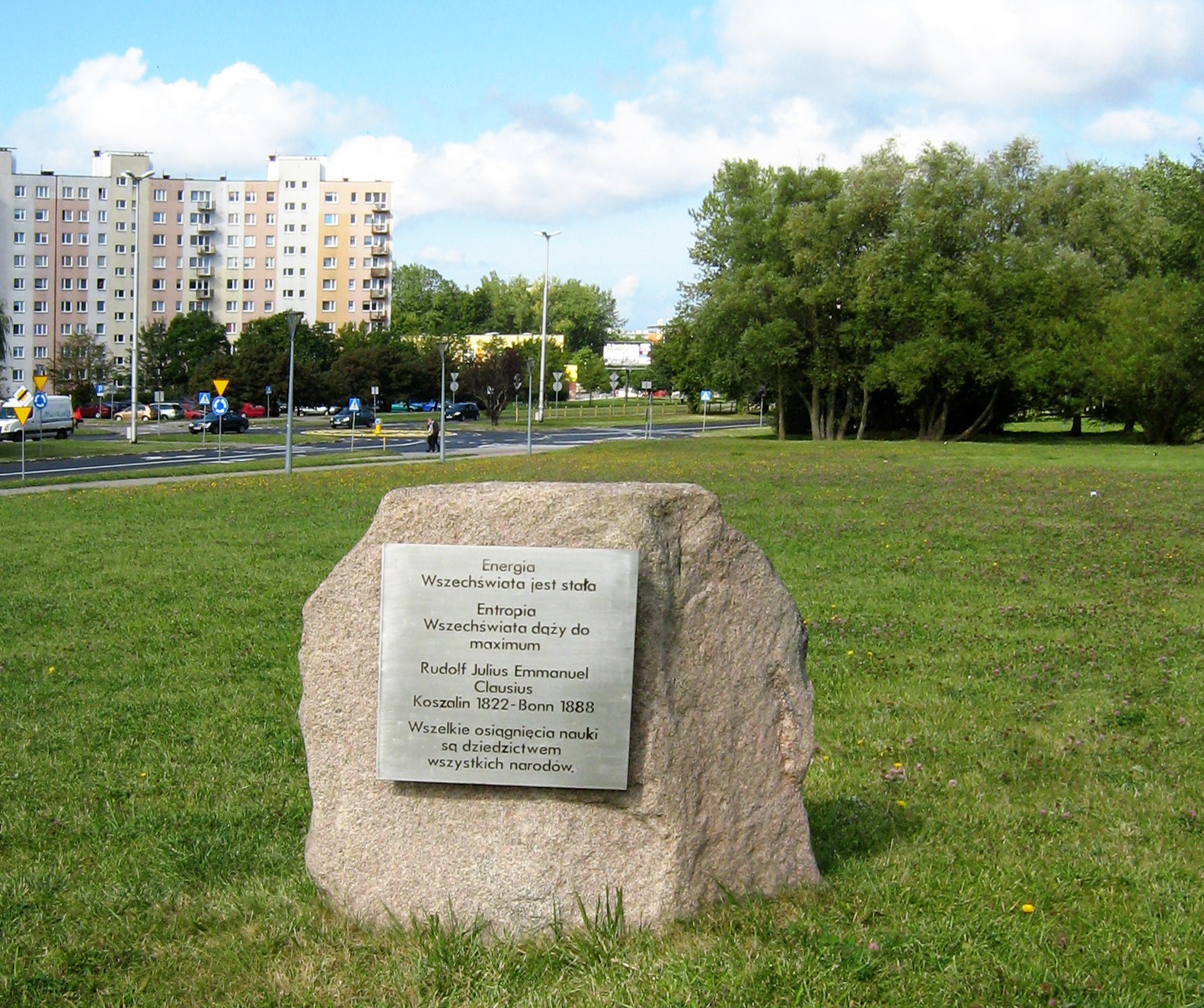
Gedenkstein an der Technischen Universität Koszalin

„Die Bedeutung der thermodynamischen Sätze für unsere Naturerkenntnis hat Helmholtz gelegentlich dadurch gekennzeichnet, dass er sie als ‚Weltgesetze‘ bezeichnete, offenbar um damit auszudrücken […], dass man sie unbedenklich selbst auf das ganze Universum anwenden kann“, so Walther Nernst 1922 am 100. Geburtstag von Clausius in der Bonner Universität.
Clausius wies 1885 in einer Rektoratsrede über die „Energievorräthe der Natur und ihre Verwertung zum Nutzen der Menschheit“ auf die Erschließung erneuerbarer Energien hin. Seine Rede schloss mit dem Fazit:

„[So] werden die folgenden Jahrhunderte die Aufgabe haben, in dem Verbrauch dessen, was uns an Kraftquellen in der Natur geboten ist, eine weise Oekonomie einzuführen, und besonders dasjenige, was wir als Hinterlassenschaft früherer Zeitepochen im Erdboden vorfinden, und was durch nichts wieder ersetzt werden kann, nicht verschwenderisch zu verschleudern.“

## Ehrungen und Mitgliedschaften (Auswahl)
- 1865: Korrespondierendes Mitglied der Pariser Académie des sciences[7]
- 1866: Mitglied der Göttinger Akademie der Wissenschaften[8]
- 1870: Huygens-Medaille der Holländischen Akademie der Wissenschaften
- 1871: Auswärtiges Mitglied der Bayerischen Akademie der Wissenschaften[9]
- 1873: Mitglied der American Academy of Arts and Sciences
- 1875: Assoziiertes Mitglied der Académie royale des Sciences, des Lettres et des Beaux-Arts de Belgique[10]
- 1879: Copleymedaille der Londoner Royal Society
- 1880: Auswärtiges Mitglied der Accademia Nazionale dei Lincei in Rom
- 1880: Mitglied der Leopoldina
- 1881: Officier de la Légion d'Honneur (Ehrenlegion)[11]
- 1882: Ehrendoktorwürde der Medizin der Universität Würzburg[12]
- 1882: Poncelet-Preis der Pariser Académie des sciences
- 1883: Mitglied der National Academy of Sciences
- 1885: Bayerischer Maximiliansorden für Wissenschaft und Kunst
- 1886: Auswärtiges Mitglied der Königlich Niederländischen Akademie der Wissenschaften
- 1888: Orden Pour le Mérite für Wissenschaft und Kunst
- 1888: Ehrenmitglied (Honorary Fellow) der Royal Society of Edinburgh[13]

In Zürich wurden 1895 die Clausiusstrasse und der Clausiussteig, unweit der ETH Zürich, nach ihm benannt. 1935 wurde der Mondkrater Clausius und 2002 der Asteroid (29246) Clausius nach ihm benannt. Seit 2009 erinnert in seiner Heimatstadt Köslin ein Gedenkstein an ihn. 2022 wurde anlässlich seines 200. Geburtstags das Rudolph-Clausius-Institut für theoretische Chemie an der Universität Bonn eingeweiht.

## Schriften
- Ueber die bewegende Kraft der Wärme und die Gesetze, welche sich daraus fuer die Wärmelehre selbst ableiten lassen, Poggendorffs Annalen, Band 79, 1850, S. 368–397, 500–524
  - mit Kommentar herausgegeben von Max Planck 1898, 1921, Leipzig, (Ostwalds Klassiker der exakten Wissenschaften 99), Reprint, 1982, Akademische Verlagsgesellschaft Geest & Portig, Archive
- Ueber eine veränderte Form des zweiten Hauptsatzes der mechanischen Wärmetheorie, Poggendorffs Annalen, Band 93, 1854, S. 481–506
- Über die Anwendung der mechanischen Wärmetheorie auf die Dampfmaschine. In: Annalen der Physik und Chemie, Reihe 4, 97 (1856), S. 441–476, 513–558. (Digitalisat und Volltext im Deutschen Textarchiv)
- Über verschiedene, für die Anwendung bequeme Formen der Hauptgleichungen der mechanischen Wärmetheorie, Annalen der Physik und Chemie, Band 125, 1865, S. 353–400 (Einführung der Entropie)
  - auch Vortrag vor der Zürcher Naturforschenden Gesellschaft, Vierteljahresschrift der Naturf. Ges. Zürich, 10. Jahrgang 1865, Heft 1, 1–59,  pdf
- Über den zweiten Hauptsatz der mechanischen Wärmetheorie: ein Vortrag, gehalten in einer allgemeinen Sitzung der 41. Versammlung deutscher Naturforscher und Aerzte zu Frankfurt a. M. am 23. September 1867, Vieweg 1867
- Über die Art der Bewegung, welche für Wärme nennen, Annalen der Physik und Chemie, Band 100, 1857, S. 353  (wieder abgedruckt in Stephen Brush, Kinetische Theorie, Band 1, WTB 1970)
- Über die mittlere Weglänge, welche bei der Molecularbewegung gasförmiger Körper von den einzelnen Molecülen zurückgelegt werden, nebst einigen anderen Bemerkungen über die mechanische Wärmetheorie, Annalen der Physik und Chemie, Band 105, 1858, S. 239 (wieder abgedruckt in Stephen Brush, Kinetische Theorie, Band 1, WTB, 1970, Einführung der mittleren freien Weglänge)
- Die Potentialfunction und das Potential: ein Beitrag zur mathematischen Physik, Verlag von Johann Ambrosius Barth, Leipzig 1859, Archive
- Abhandlungen über die mechanische Wärmetheorie, 2 Bände, Vieweg 1864, 1867 (als Abhandlungen über die mechanische Wärmetheorie), 2. Auflage 1876, 1879, Archive, Band 1, 3. Auflage
- Die kinetische Theorie der Gase, Die mechanische Wärmetheorie, Band 3, 2. Auflage, Vieweg 1889–1891, Hrsg. Max Planck, Carl Pulfrich
- Ueber einen auf die Wärme anwendbaren mechanischen Satz, Annalen der Physik, Band 217, 1870, S. 124–130 (Virialsatz)